# کرولین شولر
کرولین شولر (به انگلیسی: Carolyn Schuler) زادهٔ ۵ ژانویهٔ ۱۹۴۳ شناگر اهل ایالات متحده آمریکا است.